# Clea de Koning
Clea de Koning (11 oktober 1968) is een Nederlands juriste en filmproducente. Zij was executive producer van ruim 20 Nederlandse films en leverde vanuit die functie een bijdrage aan de financiering. Daarvoor produceerde ze twee films. Voor de eerste film die De Koning produceerde, Zusje, ontving ze met regisseur Robert-Jan Westdijk een Gouden Kalfvoor beste Speelfilm. Voor de volgende film van Westdijk, Siberia, werd De Koning voor deze Nederlandse filmprijs genomineerd.
Films waarbij De Koning als executive en/of legal advisor betrokken was: 
- 2019 Dirty God
- 2015 Full Contact
- 2015 Bloed, Zweet & Tranen
- 2015 Boy 7
- 2013 Midden in de winternacht
- 2013 Valentino
- 2012 Het meisje en de dood
- 2012 Tony 10
- 2011 De president
- 2011 Mijn opa de bankrover
- 2011 Het gordijnpaleis van Ollie Hartmoed (tv serie)
- 2010 De gelukkige huisvrouw
- 2010 Iep!
- 2009 Komt een vrouw bij de dokter
- 2008 De brief voor de koning
- 2007 Duska
- 2005 Johan
- 2004 Erik of het klein insectenboek
- 2003 Polleke
- 2002 Oesters van Nam Kee

Door De Koning geproduceerde films:
- 1998 Siberia
- 1995 Zusje